# Pietro Corsini
Pietro Corsini (ur. 1335, zm. 16 sierpnia 1405) – włoski kardynał.

## Życiorys
Pochodził z Florencji ze szlacheckiej rodziny. W 1362 został wybrany biskupem Volterra i wysłany jako legat papieski do Niemiec. Po powrocie z legacji w 1363 został awansowany na arcybiskupa Florencji. W 1370 papież Urban V mianował go kardynałem prezbiterem S. Lorenzo in Damaso, co wiązało się z rezygnacją z arcybiskupstwa florenckiego. Kardynał-biskup Porto e Santa Rufina od 1374. Grzegorz XI powierzył mu kierowanie reformą dyscypliny wspólnot zakonnych we Włoszech, a w 1373 mianował pierwszym protektorem zakonu rycerskiego joannitów. W 1378 uczestniczył w kwietniowym wyborze Urbana VI, ale wkrótce przeszedł do opozycji wobec niego. Choć był obecny, nie głosował na drugim konklawe 1378. Wkrótce potem uznał Klemensa VII za papieża i we wrześniu 1381 przyłączył się do jego kurii w Awinionie. Przewodniczył konklawe 1394. Autor żywotów papieży oraz zbioru homilii (zaginionych). Zmarł w Awinionie i został pochowany w miejscowym kościele augustianów, jednak później jego szczątki przeniesiono do katedry florenckiej.